# Gioacchino Natoli
Gioacchino Natoli (Patti, 19 de janeiro de 1940) é um magistrado italiano.  
Ele passou a maior parte de sua vida profissional tentando derrubar o poder da máfia siciliana. Desde junho de 2016, ele foi responsável pela reorganização da justiça em toda a Itália sob o comando do Ministério da Justiça.

## Biografia
Natoli ingressou no sistema judicial em 1978, tornando-se o juiz investigador do caso Trapani no tribunal e, em 1983, em Palermo, a pedido de Rocco Chinnici, alguns dias antes do seu assassinato. Entrou para o escritório anti-máfia, liderado por Antonio Caponnetto, com Giovanni Falcone e Paolo Borsellino entre outros.
A investigação do juiz Natoli lidou com o Maxi's Essay, a investigação de Toto Riina e o assassinato de Pio La Torre (além da investigação Conexão Pizza, que ocorreu em Nova Iorque em colaboração com o FBI e viu o defensor Gaetano Badalamenti e a máfia siciliano-americana).
Ele se juntou ao promotor em Palermo a partir de 1991 e era membro do Distrito de Direção Anti-máfia (DDA). Natoli  atuou, entre muitos outros, do processo de Salvo Lima e do Senador Giulio Andreotti, que foi investigando as relações e a política da máfia. Permaneceu até 1998, quando foi eleito membro do Conselho Superior da Magistratura (CSM) até 2002. Mais tarde, foi vice-presidente da Associação Nacional de Magistrados.
Em 2005, foi nomeado presidente do tribunal de revisão de Palermo e, em junho de 2011, o juiz presidente da Marsala. Natoli, se torna presidente do Tribunal de Recurso de Palermo em abril de 2015.
Em junho de 2016, ele é chamado a ser chefe do departamento jurídico do Ministério da Justiça.